# Spoorlijn Châtellerault - Launay
De spoorlijn Châtellerault - Launay was een Franse spoorlijn van Châtellerault naar Launay. De lijn was 42,7 km lang en heeft als lijnnummer 599 000.

## Geschiedenis
De lijn werd  geopend door de Compagnie du chemin de fer de Paris à Orléans op 2 februari 1891. Op 15 mei 1939 werd het personenvervoer opgeheven, goederenvervoer tussen Châtellerault en Pleumartin was er tot 7 oktober 1951 en tussen Pleumartin en Launay tot 16 december 1973. Sindsdien is de lijn volledig opgebroken.

## Aansluitingen
In de volgende plaatsen is of was er een aansluiting op de volgende spoorlijnen:
Châtellerault
RFN 570 000, spoorlijn tussen Paris-Austerlitz en Bordeaux-Saint-Jean
RFN 573 000, spoorlijn tussen Loudun en Châtellerault
Launay
RFN 598 000, spoorlijn tussen Port-de-Piles en Argenton-sur-Creuse

## Galerij

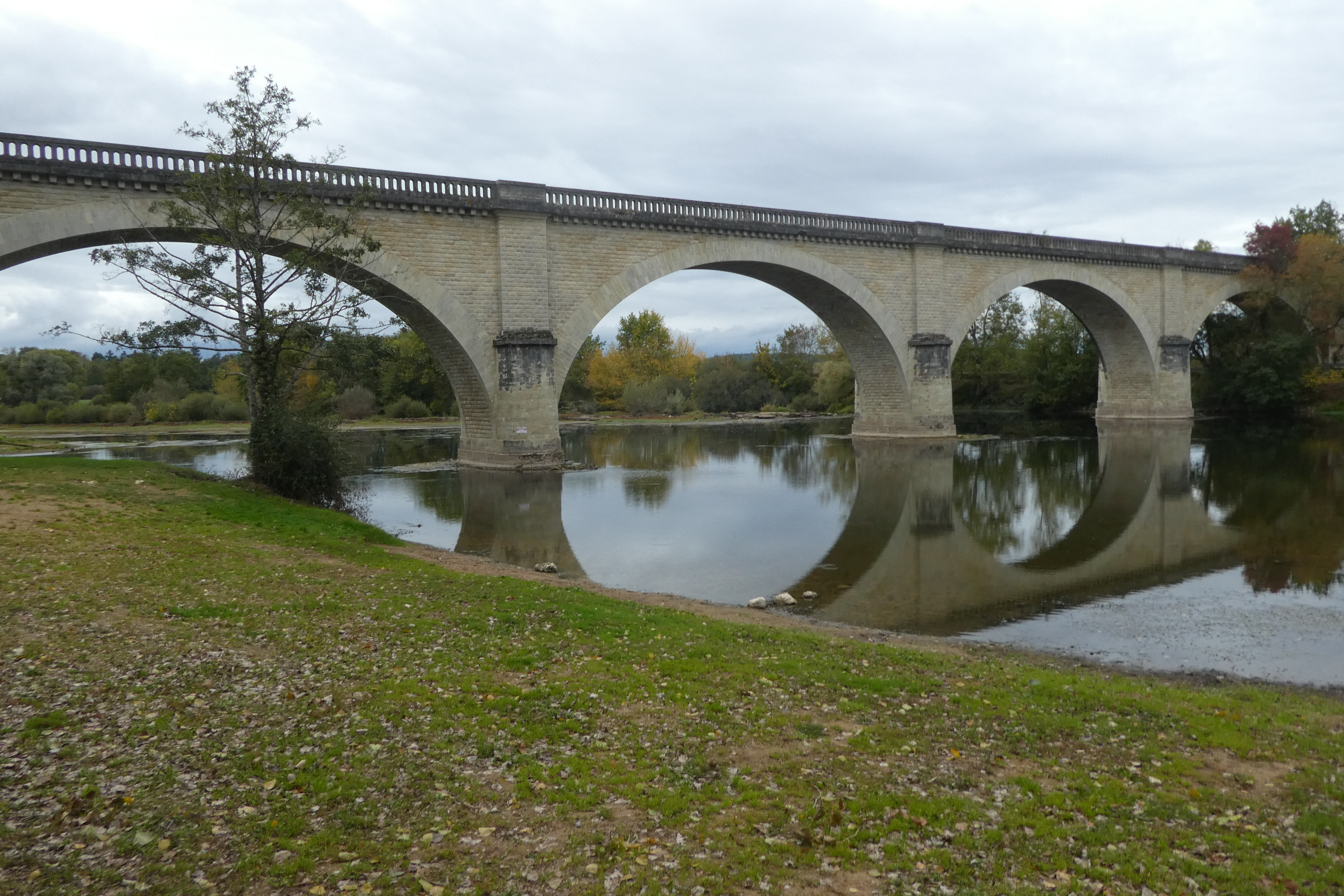
Viaduct over de Creuse